# Branislav Fekete
Branislav Fekete (30 gennaio 1992) è un giocatore di football americano serbo, che gioca nel ruolo di quarterback per i Kikinda Mammoths.